# Philadelphia International Airport
Philadelphia International Airport
(IATA: PHL, ICAO: KPHL) är en internationell flygplats som ligger i Philadelphia i delstaten Pennsylvania i USA. Den är 
Philadelphias största flygplats med mer än 30 miljoner passagerare årligen.
US Airways var den största operatören tills flygbolaget slogs ihop med American Airlines och i perioden mellan juni och oktober åren 2006 till 2009 trafikerade US Airways Stockholm-Arlanda från Philadelphia International Airport.